# Egyházashetye
Egyházashetye község Vas vármegyében, a Celldömölki járásban. Itt született és tizenhárom éves koráig itt élt Berzsenyi Dániel. 

## Fekvése
Kemenesalján, Celldömölktől délre, Kissomlyó, Köcsk és Jánosháza közt fekszik.
Központján, annak főutcájaként, nagyjából kelet-nyugati irányban a 8415-ös út halad végig, ezen érhető el Csögle-Boba és a 84-es főút borgátai szakasza felől is. Északi szomszédai, Köcsk és Kemeneskápolna felé a 8434-es út biztosít közúti összeköttetést.

## Története

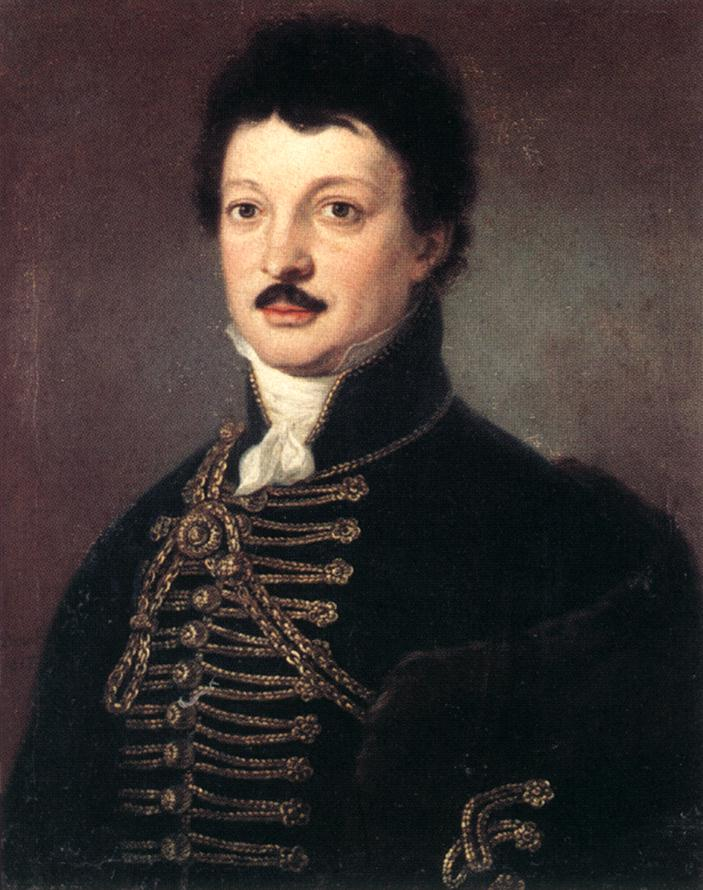
Berzsenyi Dániel portréja (Donát János festménye)

A többutcás, soros beépítésű, szalagtelkes községet több mint háromszázan lakják. Nevének eredeteként a hetes számot, illetve a hegye szó zöngétlen hetye változatát említik. Az utóbbit erősítheti első írásos említése: Hege (1338). A későbbiekben előfordult az Ohethye (1463), Felsew Heythye (vagy más néven Aderyanhaza, 1467) változat is. Templomára utaló első elnevezése 1470-ből maradt fenn (Eghazashege).
Az ősi nemesi község eleinte a karakói várispánsághoz tartozott, majd a Héder nemzetségbeli Köcsky Sándor birtokaként említették. Örökösödési per útján a Bekeny és Choron, később a herényi Gotthárd család birtokába került. A Gotthárd családdal való rokonság folytán jutott a község a 19. században a Felsőbüki Nagy család birtokába, akik utolsó földbirtokosai voltak. További nemesi családok: Hrabovszky, Thulmann, Berzsenyi, Barcza, Tompos, Szita és Vargyai családok.
16-17. századi története során a török támadás és hódoltság állandó fenyegetettségében élt. 1570-ben hat elhagyott és öt felégetett házat írtak össze. Bizonyítottan 1588-ban kellett először a szultánnak adózniuk.
Borovszky Samu a múlt század elején írta a községről:
Egyházas-Hetye, magyar község, 83 házzal és 746 római katholikus és ág. evangélikus, lakossal. Postája és távírója Bóba. Határában római sirok és emlékek találhatók. Katholikus templomát, melyben egy érdekes művü, ezüst husszita-kelyhet őríznek, 1718-ban renoválták. A XVII. században viruló református egyház volt. A XV. században az Egerváryak voltak a földesurai, de a Hetyey családnak is ősi fészke. Itt áll Berzsenyi Dániel szülőháza, melyet a vármegye 1876 májusában, a költő születésének 100-ik évfordulóján, emléktáblával jelölt meg. Birtokosa felsőbüki Nagy Sándor, kinek itt csinos, emeletes urilaka van.
A 20. század elején Vas vármegye Celldömölki járásához tartozott.

### Temploma, emlékművei

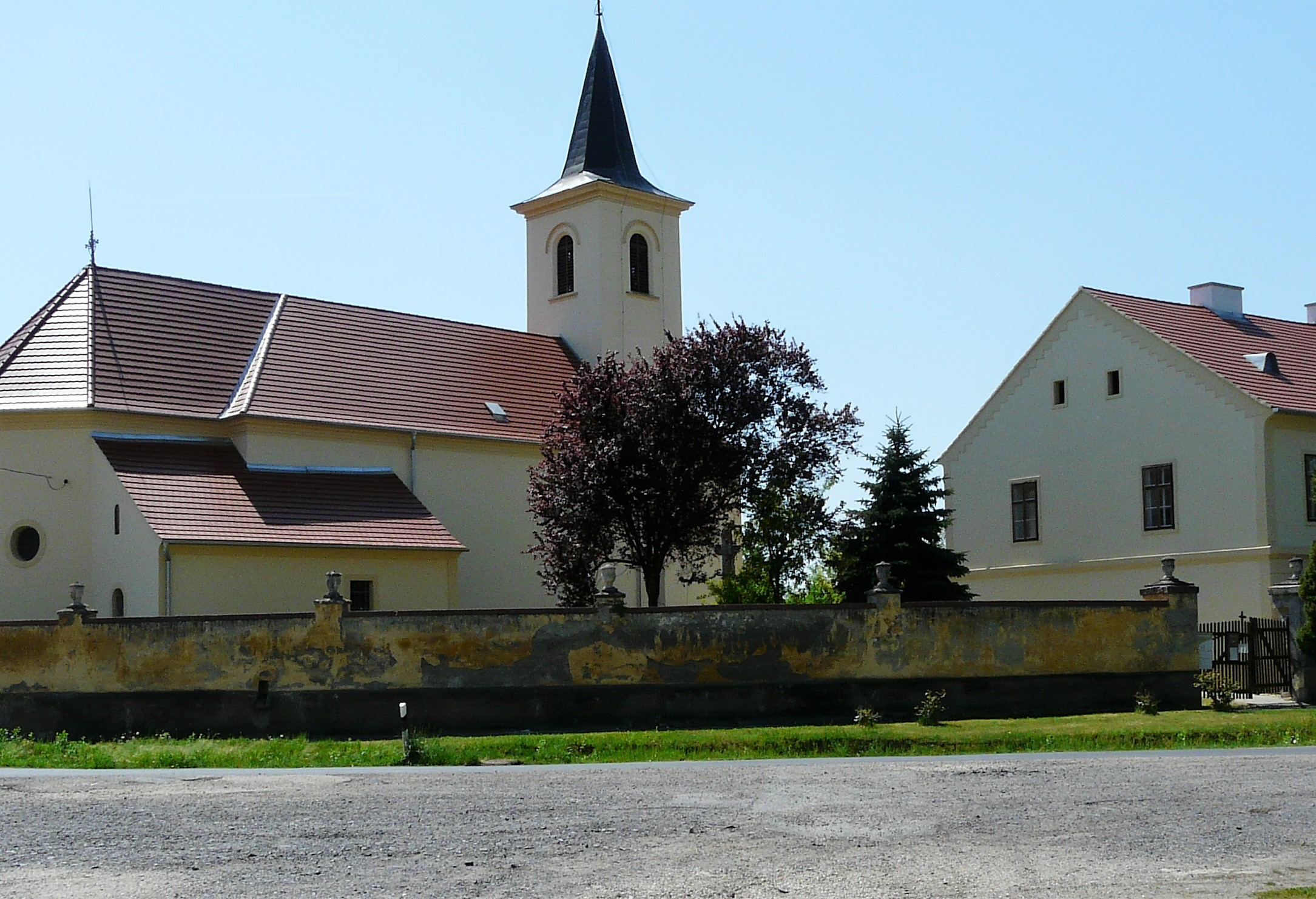
A római katolikus templom bástyafallal övezett épülete

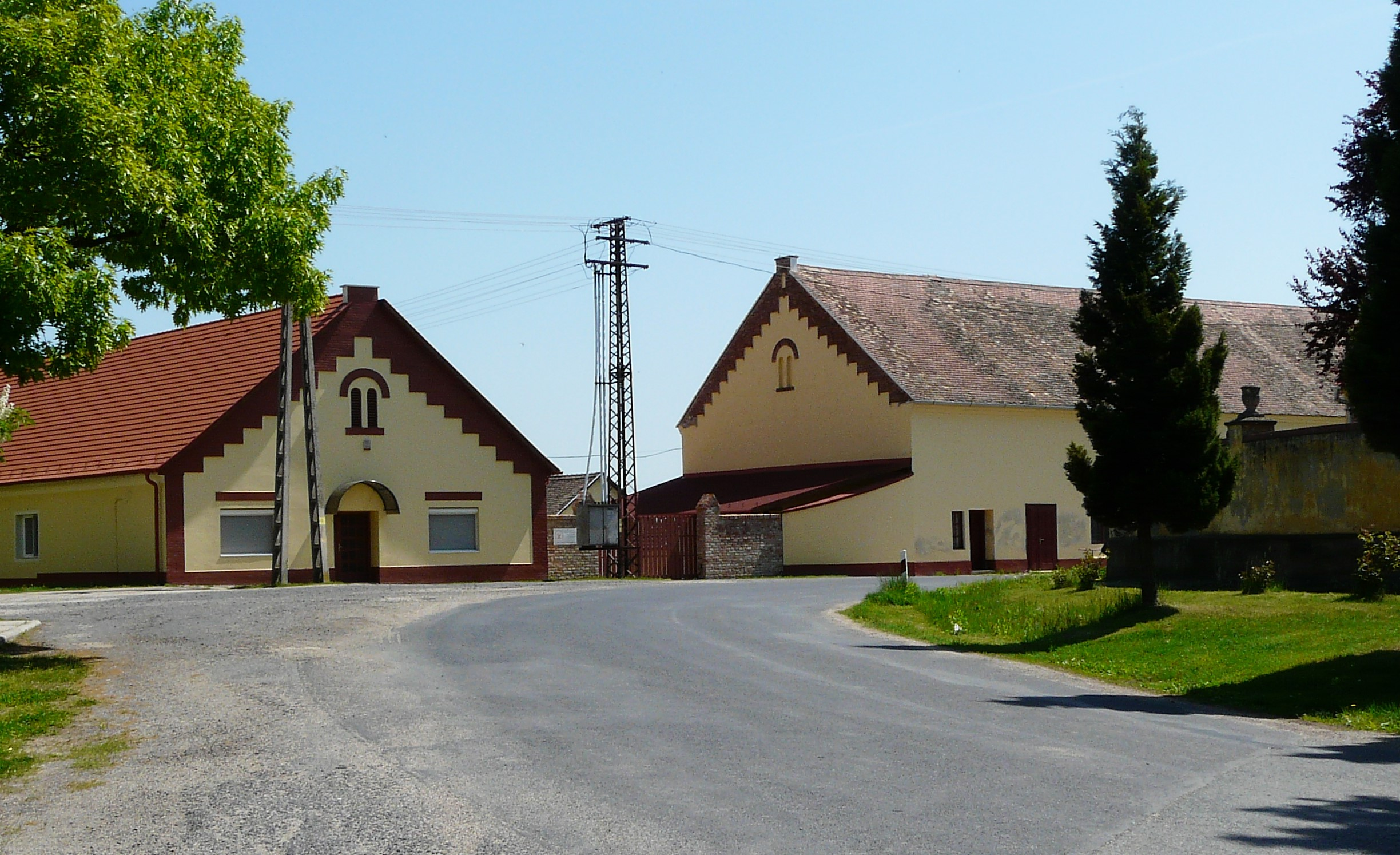
Épületek a község központjában

Az idősebb Szent Jakab apostolról elnevezett római katolikus plébániatemplomát a középkorban építették. 1698-ban, az evangélikusok kezén volt romnak már csak boltíves szentélye és falai álltak. Ezt 1707-ben vették el korábbi tulajdonosaiktól, és a katolikusok építették fel 1718-ban az új templomot, amely több közeli település vallási központja, anyaegyháza lett. Fából készült tornya helyett 1782-ben emeltek újat kőből. A barokk épületet a múlt század második felében alakították át romantikus felfogásban. Az egyhajós, hajójánál jóval kisebb félköríves szentélyű templomot fallal vették körül. A négyszintes tornya a nyugati falból kiugróan áll. Vízszintes főpárkánya felett gúlasisak látható. A három boltszakaszos hajó elején található a két oszloppal alátámasztott orgonakarzat. Oltárképe Szent Jakabot ábrázolja (1583). A padozat alatt a Felsőbüki Nagy család temetkezett. A templom mellett álló kétszintes plébánia szintén barokk stílusban készült 1728-ban, belső helyiségei boltozottak.
A Szentháromság-szobor mészkőből faragott oszlopán a felhőn ülő Atya és Fiú felett a galamb képében lebegő Szentlélek látható. 1859-ben állíttatta Gotthárd István özvegye Kovács Borbála. A gimnázium épülete előtt álló Berzsenyi Dániel-szobrot Antal Károly készítette, 1970-ben avatták fel. Az I. világháborús hősi emlékművet 1927-ben állították.

## Közélete

### Polgármesterei
- 1990–1994: Markos Vilmos (független)[3]
- 1994–1998: Majthényi László (független)[4]
- 1998–2002: Majthényi László (független)[5]
- 2002–2006: Majthényi László (független)[6]
- 2006–2006: Majthényi László (független)[7]
- 2007–2010: Zolnai Attila (független)[8]
- 2010–2014: Zolnai Attila (független)[9]
- 2014–2019: Zolnai Attila (független)[10]
- 2019–2024: Zolnai Attila (független)[11]
- 2024– : Baloghné Gyurák Csilla (független)[1]

A településen 2007. január 6-án időközi polgármester-választást kellett tartani, mert az előző polgármester nem sokkal a 2006 októberi megválasztása után le is mondott posztjáról.

## Népesség
1910-ben 619 lakosából 617 magyar volt; ebből 438 római katolikus, 176 evangélikus, 3 izraelita.
A település népességének változása:
| Lakosok száma | 326  | 323  | 328  | 301  | 300  | 290  | 309  |
|               | 2013 | 2014 | 2015 | 2021 | 2022 | 2023 | 2024 |

A 2011-es népszámlálás során a lakosok 95,1%-a magyarnak, 1,3% németnek mondta magát (4,9% nem nyilatkozott; a kettős identitások miatt a végösszeg nagyobb lehet 100%-nál). A vallási megoszlás a következő volt: római katolikus 61,6%, református 1%, evangélikus 19,9%, felekezet nélküli 3,6% (12,7% nem nyilatkozott).
2022-ben a lakosság 94,7%-a vallotta magát magyarnak, 3,3% németnek, 0,7% cigánynak, 0,7% románnak, 0,3% ukránnak, 0,3% szlovénnek, 2% egyéb, nem hazai nemzetiségűnek (4% nem nyilatkozott; a kettős identitások miatt a végösszeg nagyobb lehet 100%-nál). Vallásuk szerint 35,7% volt római katolikus, 14,7% evangélikus, 2% református, 0,3% egyéb keresztény, 1,7% egyéb katolikus, 5,7% felekezeten kívüli (40% nem válaszolt).

## Nevezetességei

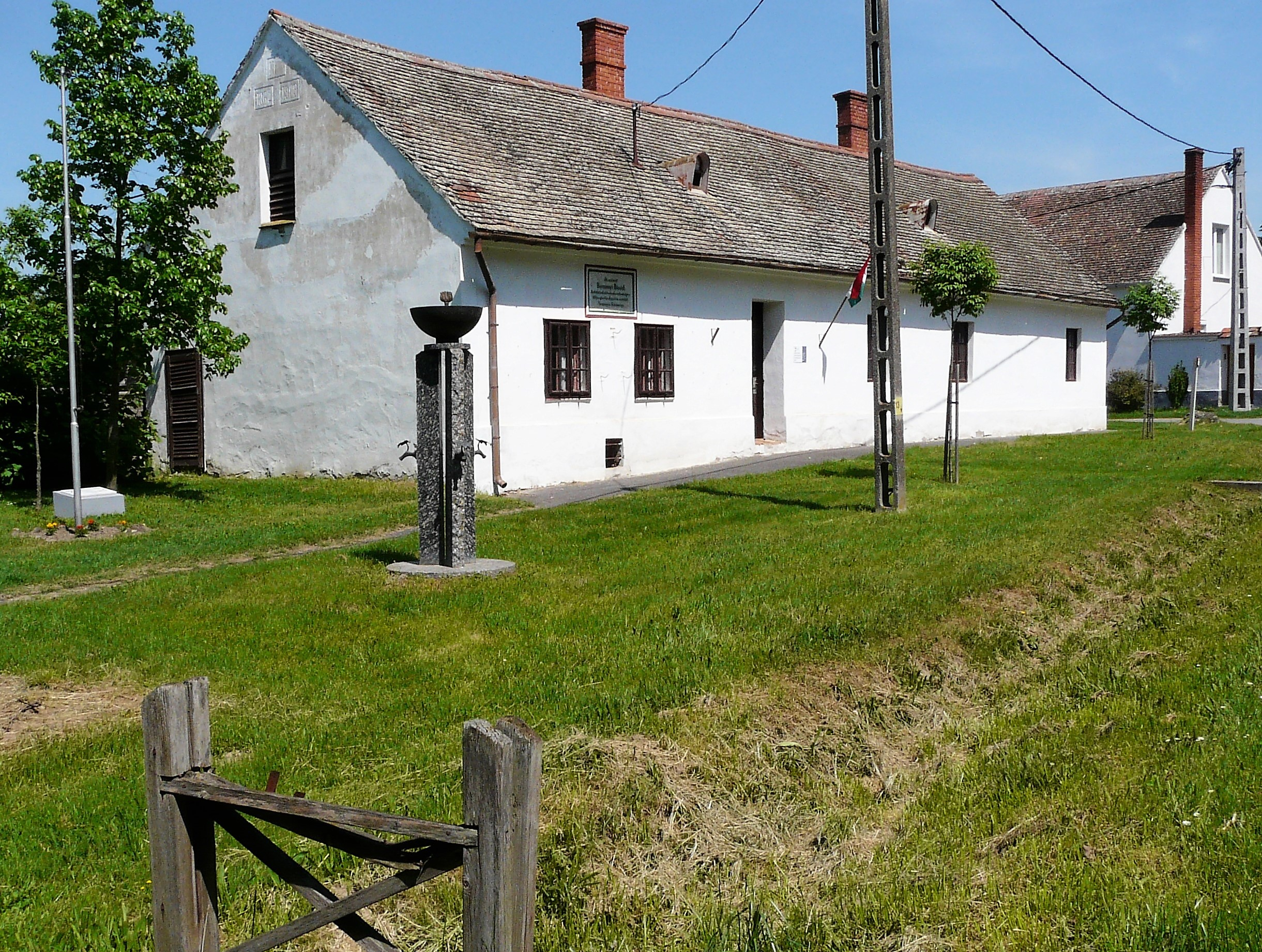
Berzsenyi Dániel szülőháza

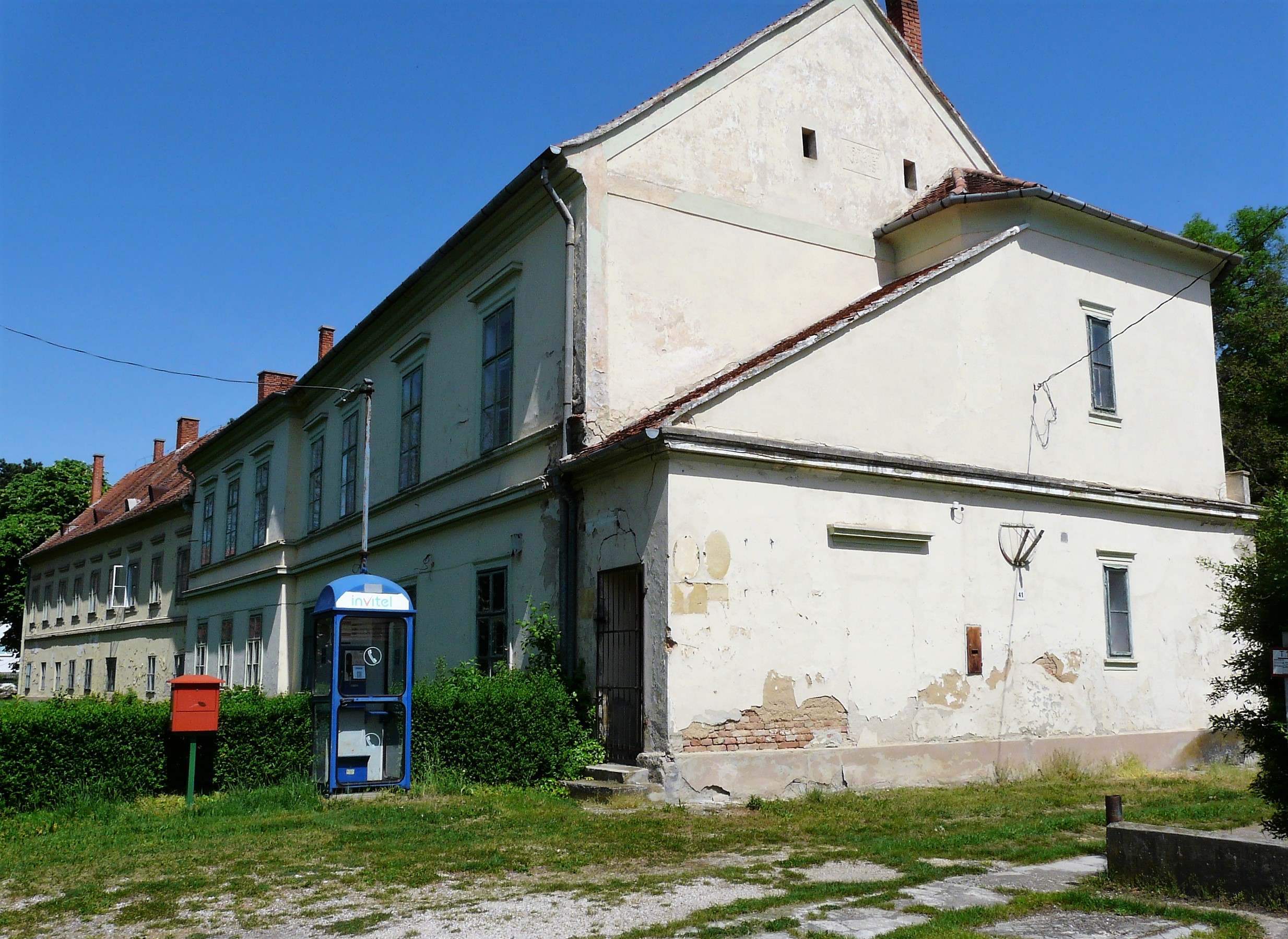
Az egykori Felsőbüki Nagy-uradalmi központ ("kastély") épülete

- Berzsenyi Dániel Emlékház: kis emlékmúzeum Berzsenyi Dániel szülőházában. Néhány használati tárgya, könyvek, bútorok láthatók benne.
- Gotthárd-Felsőbüki Nagy-kastély, mely később iskola volt; napjainkban üresen áll.

## Itt születtek, itt éltek
- Berzsenyi Dániel (1776 – Nikla, 1836) – költő, a klasszikus magyar ódaköltészet legnagyobb alakja. 1750-es évek környékén épült szülőházán születésének 100. évfordulóján, 1876-ban helyeztek el emléktáblát. Ma a költő emlékmúzeuma és könyvtár található benne.

- Kunoss Endre (1811 – Káloz, 1844) – költő, nyelvész, szerkesztő. Jogi tanulmányai végeztével először Vas vármegye tiszti alügyésze lett. A Batthyány és a Zichy családoknál nevelőként dolgozott. Németországi utazása után ügyvédkedés helyett inkább Pestre ment, ahol újságíró lett. Először a Jelenkor, majd a Világ munkatársa volt. Szembefordult a Bajza-Toldy-Vörösmarty vezette irányzattal. 1838-ban Vajda Péterrel megindították Természet címen az első magyar természettudományos folyóiratot. Versei, elbeszélései 1831-től jelentek meg. Kezdetben az úgynevezett almanachköltészetet művelte, később népdalokat írt, melyek közül több népszerű lett. 1839-ben a Nemzeti Színház bemutatta Istenítélet című drámáját.